# Miki Imai
Pour les articles homonymes, voir Imai.
Miki Imai (今井美樹, Imai Miki), née le 14 avril 1963 à Takanabe (Miyazaki) au Japon,  est une chanteuse de J-pop et actrice japonaise.

## Biographie
Elle débute en 1983 en tant que mannequin et  commence à tourner dans des drama et des films en 1984. Elle sort son premier disque femme en 1986. Elle a également été seiyu dans deux films d'animation  japonais : Souvenirs goutte à goutte (Omoide Poroporo) du Studio Ghibli en 1991 et Brave Story en 2006.
En 1999, elle épouse le rocker Tomoyasu Hotei.

## Discographie

### Singles
| - Tasogare no Monorogu (21 mai 1986) - Yasei no Kaze (1er juillet 1987) - Shizuka ni Kita Sorichudo (5 mars 1988) - Kanojo to TIP ON DUO (17 aout 1988) - Boogie-Woogie Lonesome High-Heel (17 mai 1989) - Hitomi ga Hohoemukara (8 novembre 1989) - PIECE OF MY WISH (7 novembre 1991) - Blue Moon Blue (6 novembre 1992) - Bluebird (28 juillet 1993) - Miss You (18 juillet 1994) - Ruby (12 juillet 1995) - PRIDE (4 novembre 1996) - DRIVE ni Tsuretette (18 juin 1997) | - Watashi wa Anata no Sora ni Naritai (21 novembre 1997) - flowers (28 octobre 1998) - Koori no youni Hohoende (13 janvier 1999) - SLEEP MY DEAR (19 mai 1999) - Goodbye Yesterday (9 février 2000) - Tsukiyo no Koibitotachi (24 mai 2000) - Shiosai (25 juillet 2001) - Hohoemi no Hito (9 mai 2002) - Honto no Kimochi (30 juillet 2003) - Omoide ni Sasayagu (14 octobre 2004) - Ai no uta (27 juillet 2005) - Toshishita no Suifu (25 octobre 2006) - Inori (7 novembre 2007) |

### Albums
| - femme (5 décembre 1986) - elfin (21 septembre 1987) - Bewith (21 juin 1988) - fiesta (7 décembre 1988) - MOCHA (21 juin 1989) - retour (29 aout 1990) - Lluvia (7 septembre 1991) - flow into space (23 décembre 1992) - A PLACE IN THE SUN (2 septembre 1994) - Love Of My Life (28 juillet 1995) - PRIDE (16 juillet 1997) - Mirai (26 novembre 1998) - Taiyō to Heminguuei (23 aout 2000) - AQUA (22 aout 2001) - Pearl (17 juillet 2002) - ESCAPE (27 aout 2003) - She is (3 novembre 2004) - Milestone (22 novembre 2006) | Compilations - Ivory (6 décembre 1989) - Ivory II (10 novembre 1993) - IMAI MIKI from 1986 (1er juillet 1998) - Blooming Ivory (14 avril 2000) - Goodbye Yesterday - the best of MIKI IMAI - (24 avril 2002) - Ivory III (16 juin 2004) Albums live - flow into space LIVE 93 (17 décembre 1993) - A PLACE IN THE SUN LIVE (5 avril 1995) - Thank You (21 juin 1996) - "Moment" PRIDE-LIVE (25 mars 1998) - Imai Miki Tour 2000 In Club hemingway (21 février 2001) - One Night at the Chapel (7 novembre 2002) - DREAM TOUR FINAL AT Budokan 2004 (16 mars 2005) - 20051211IVORY (22 février 2006) |

### Video
| DVD - MIKI IMAI A-LIVE -for retour (18 octobre 2000) - MIKI IMAI Peace Clips (18 octobre 2000) - Tour de Miki -flow into space Live (18 octobre 2000) - a place in the sun films (18 octobre 2000) - PROFILE (18 octobre 2000) - Love Of My Life films (18 octobre 2000) - Thank You (18 octobre 2000) - Monument (18 octobre 2000) - Goodbye Yesterday and Hello Tomorrow (24 janvier 2001) - IMAI MIKI TOUR 1999 Mirai (24 janvier 2001) - Imai Miki Tour 2000 In Club hemingway (21 février 2001) - Hohoemi no Hito (19 septembre 2002) - One Night at the Chapel (7 novembre 2002) - MIKI IMAI LIVE AT ORCHARD HALL (4 aout 2004) - DREAM TOUR FINAL AT BUDOKAN 2004 (16 mars 2005) - Tonights Live Ivory (22 février 2006) - 20th Anniversary Concert Milestone (7 novembre 2007) | VHS - Passage (21 octobre 1987) - MIKI IMAI A-LIVE -for retour (21 décembre 1990) - MIKI IMAI Peace Clips (17 septembre 1993) - Tour de Miki -flow into space Live (18 mars 1994) - a place in the sun films (18 novembre 1994) - PROFILE (21 avril 1995) - Love Of My Life films (20 octobre 1995) - Thank You (21 juin 1996) - Monument (25 mars 1998) - Goodbye Yesterday and Hello Tomorrow (24 janvier 2001) - IMAI MIKI TOUR 1999 Mirai (24 janvier 2001) - Imai Miki Tour 2000 In Club hemingway (21 février 2001) |

## Doublage
- Souvenirs goutte à goutte : Taeko, l'héroïne (1991)
- Brave Story : déesse de la Destinée (2006)